# Phygopoides talisiaphila
Phygopoides talisiaphila là một loài bọ cánh cứng trong họ Cerambycidae.